# 青海地震
青海地震（せいかいじしん）は2010年4月14日、現地時間7時49分（13日23時49分 UTC）に中国西部、青海省玉樹チベット族自治州玉樹県で発生した地震である。震源の深さは約17km、地震の規模はモーメントマグニチュード(Mw)6.9。中国地震局は表面波マグニチュード(Ms)7.1。

## 地震活動
余震が続いており、現地時間4月14日夜までに18回の余震が発生している。米国地質調査所によれば、現地時間9時25分に発生したMw5.8の地震が最大余震だと見られている。

## 被害
2010年4月25日午前0時時点で、死者2698人、行方不明者270人、負傷者は約1万2315人に上っている。家屋の被害も震源近くでは90%以上が倒壊していると報じられている。電気関係や空港からの道路などインフラ設備にも大きな被害が出た。民家1万5000軒が倒壊し、約10万人が住む家を失った。

## 救援活動
中国政府は、災害の緊急度を当初は4段階で最低の4と評価していたが、その後に最高の1に引き上げて救援活動を進めた。中国人民解放軍や武装警察など5000人以上の部隊が救援作業に投入された。国家地震救援チームも、4月14日夜までに救援物資18トンや医療要員を専用輸送機で現地の空港に送り込んだ。
空港からの道路の寸断や、作業用大型重機の不足や高地であるため救助作業に困難が生じていた。また、被災地で救援物資をめぐって一部地域で略奪が発生した。
温家宝首相は15日午後6時頃、被災地玉樹県に現地入りした。17日にBRICS首脳会議でブラジル訪問中の胡錦濤国家主席が緊急帰国し、現地入りした。

## 中国国外からの支援
各国政府・組織
- 4月14日、アメリカ合衆国赤十字社は災害救援として5万ドルの支援を行うことを決定した[20]。
- 4月15日、香港赤十字社は20万香港ドルを支援。
- 4月16日、日本政府が1億円を上限に緊急無償資金協力を発表[21]。
- 4月18日、台湾赤十字社は10万ドルを支援し、医療チーム20人を青海省西寧市に派遣した[22]。

法人
- 4月15日、資生堂、経団連、住友商事から義捐金計1,800万円[23]。
- 4月27日、本田技研工業グループから義捐金計4,314万円[24]。

芸能人・有名人
- 4月26日、歌手alanから義捐金100万円[25][26]。

## 中国政府の反応
中国政府は4月20日に地震発生からちょうど1週間にあたる4月21日を「全国哀悼日」と定めた
。国内および在外公館は半旗を掲揚すること、地震発生時刻に黙祷を捧げること、公共の娯楽活動の中止を指示した。制限の対象となった娯楽活動としては映画やコンサート、ダンスホール、ゲームセンターなどの娯楽施設の営業、インターネットでもゲームや音楽配信などのサービス、テレビやラジオは、娯楽番組を他の番組に切り替えて放送した。これは2008年の四川大地震のときと同じ対応だった。

## その後
玉樹チベット族自治州玉樹県では地元当局により、再開発を名目に大規模な土地収用が行われており、2013年4月9日頃には、住民100人程度による抗議活動が行われ、治安部隊との衝突もあった。